# Luis Aponte Martínez
Luis Aponte kardinál Martínez (4. srpna 1922 – 10. dubna 2012) byl portorický kardinál a emeritní arcibiskup San Juan de Puerto Rico.

## Biografie
Byl to první rozený Portoričan, který se stal biskupem a kardinálem. Kněžské svěcení přijal 10. dubna 1950. Poté působil v portorické diecézi Ponce, byl zde sekretářem biskupské kurie, vicekancléřem a kaplanem Národní gardy. Dne 23. července 1960 byl jmenován pomocným biskupem diecéze Ponce, biskupské svěcení přijal 12. září téhož roku. Od dubna 1963 byl v diecézi biskupem-koadjutorem, řízení diecéze se ujal v listopadu 1963. Dne 4. listopadu 1964 byl jmenován arcibiskupem arcidiecéze San Juan. Účastnil se jednání Druhého vatikánského koncilu.
Dne 5. března 1973 jej při konzistoři papež Pavel VI. jmenoval kardinálem. 
Patřil mezi kardinály, kteří usilovali o vyhlášení nového dogmatu o Panně Marii Spoluvykupitelce.  Po dosažení kanonického věku rezignoval na funkci arcibiskupa v březnu 1999.
Byl řádovým prelátem a nositelem duchovního velkokříže Vojenského a špitálního řádu sv. Lazara Jeruzalémského.